# Remyelinizace
Remyelinizace je proces znovuobnovení myelinových pochev nervových vláken (axonů) neuronů, které mohou být poškozeny v průběhu některých nemocí, jako je roztroušená skleróza (RS) a leukodystrofie. Jedná se o proces, který je v nervové soustavě možný, není však plnohodnotný. Remyelinizace je objektem aktivního vědeckého výzkumu.